# Gräben der nördlichen Alten Sorge
Gräben der nördlichen Alten Sorge este o arie protejată (arie specială de conservare — SAC, sit de importanță comunitară — SCI) din Germania întinsă pe o suprafață de 769 ha, integral pe uscat.

## Localizare
Centrul sitului Gräben der nördlichen Alten Sorge este situat la coordonatele 54°23′00″N 9°21′50″E / 54.3833°N 9.3639°E.

## Înființare
Situl Gräben der nördlichen Alten Sorge a fost declarat sit de importanță comunitară în septembrie 2004 pentru a proteja 3 specii de animale. Situl a fost protejat și ca arie specială de conservare în ianuarie 2010.

## Biodiversitate
Situată în ecoregiunea atlantică, aria protejată conține 2 habitate naturale: Lacuri eutrofice naturale cu vegetație de tip Magnopotamion sau Hydrocharition, Mlaștini turboase de tranziție și turbării mișcătoare.
La baza desemnării sitului se află mai multe specii protejate:
- mamifere (1): vidră de râu (Lutra lutra)
- pești (2): Cobitis taenia Complex, țipar (Misgurnus fossilis)